# Ружьё Пакла
Ружьё Па́кла (англ. Puckle gun) — первое официально запатентованное работоспособное скорострельное огнестрельное оружие — прообраз пулемёта.
К началу XVIII века в Европе уже сложились определённые традиции в военном деле для тактики пехоты и кавалерии. В частности, линейная пехота, вооружённая кремнёвыми мушкетами весьма низкой скорострельности (из которых можно было успеть произвести не более 4-х выстрелов в минуту), была вынуждена действовать в плотном строю. Кроме того, такой строй (линии стрелков, выставленные в прямоугольник или каре) мог обеспечить в некоторой степени защиту от атак кавалерии, но, в любом случае, один стрелок обычно мог успеть выстрелить всего один раз до момента соприкосновения его подразделения с кавалерией противника. Оба эти момента предопределили дальнейшее направление развития огнестрельного оружия: разработка эффективных средств поражения плотного строя вражеской пехоты и защита собственной пехоты от атак кавалерии. Первыми технологическими прорывами в этом направлении было изобретение картечи для артиллерии и многоствольных пушек. Однако всех проблем это не решило — артиллерия была неповоротливым, тяжёлым родом войск. Кроме того, картечь быстро изнашивала стволы орудий. Требовалось нечто более лёгкое и более скорострельное.
Одним из первых удачных изобретений в этой области было сделано английским юристом из Лондона Джеймсом Паклом (англ. James Puckle) (1677—1724). Своё новое изобретение он запатентовал 15 мая 1718 года как «ружьё Пакла». Оно представляло собой поставленное на треногу обычное одноствольное кремнёвое ружьё, но с 11-зарядным цилиндрическим барабаном. Каждый новый выстрел производился при повороте барабана, как в револьвере. После израсходования боезапаса барабана он заменялся на новый. Такая конструкция позволила добиться скорострельности в девять выстрелов в минуту. Боевой расчёт ружья составлял несколько человек. Ружьё предполагалось использовать на кораблях для обстрела абордажных команд.
На демонстрации оружия Пакл привёл два варианта исполнения: с обычными для тех лет сферическими пулями и с кубическими. Сферические предполагалось использовать против врагов-христиан, а кубические, которые, как считалось, должны были причинять больше увечий, — против врагов-мусульман (в том числе турок). Однако творение Пакла не впечатлило его современников, хотя скорострельности ему удалось добиться: по утверждениям английской прессы того времени на испытаниях ружьё Пакла произвело 63 выстрела за 7 минут. 
До изобретения, с одной стороны, капсюлей и унитарных патронов, а с другой, до появления машинного производства оружия, все попытки создать скорострельное ручное оружие не оправдывали себя: такое оружие было дорого, сложно в производстве и конструктивно ненадёжно (в частности, ненадёжный запорный механизм у револьверов и переломных ружей); к тому же кремнёвая револьверная система не освобождала от необходимости после каждого выстрела подсыпать затравку на полку, что не давало возможности достичь настоящей скорострельности. Интерес к ружью Пакла проявлял царь Пётр I, для которого один экземпляр был изготовлен или закуплен, но ввиду многочисленных проблем этого изобретения охладевший к нему. В музеях мира хранятся 3 опытных экземпляра ружья Пакла, один из которых — в коллекции Военно-исторического музея артиллерии, инженерных войск и войск связи
В дальнейшем для увеличения скорострельности индивидуального оружия инженерная мысль шла в основном в направлении совершенствования ружейного замка́ вплоть до появления капсюлей, а позже — унитарных патронов, когда на смену замку пришёл уже ударно-спусковой механизм.